# GotoP
GotoP (ごとP?, Goto Pī; Prefettura di Gifu, 12 giugno 1969) è un artista e disegnatore giapponese di anime.
Ha fatto il character design originale delle due visual novels Wandaba Style e Close to: Inori no Oka. È noto anche per l'illustrazione di Official Another Story Clannad, una raccolta di storie brevi basate sulla visual novel Clannad.

## Lavori
- Narcissu -side 2nd-
- Nagomi Hiyori
- Hidamari - GotoP Art Works
- Moegiiro
- Angel Beats!